# Ісидор Глинка
Ісидор Глинка (17 лютого 1909  — 18 травня 1983) — канадський біохімік українського походження, очільник Конґресу Українців Канади. Брат громадсько-політичного діяча Антона Глинки.

## Життєпис
Походив з родини співака та музиканта хору О. Вітошинського, фольклориста Григорія Глінки. Ісидор народився у селі Денисів (тепер Тернопільського району Тернопільської області України). 1910 з родиною виїхав до Канади, де оселився у селі біля міста Дельфи (провінція Альберта). Тут Ісидор здобув початкову освіту. В Едмонтоні закінчив середню школу.
У 1929 році закінчив вчительську колегію у м. Кемроуз. Потім вступив до Альбертського університету у м. Едмонтон, який закінчив у 1937 році. У 1939 році закінчив Каліфорнійський технологічний інститут (м. Пасадена), де здобув ступінь доктора біохімії.
У 1939—1947 роках працював у Міністерстві сільського господарства Канади в Оттаві. У 1947 році призначено асистентом директора Канадської комісії збіжжя у Вінніпезі (до 1972 року), де керував роботою фахівців та студентів з Японії, Великої Британії, Югославії, Болгарії та Нідерландів. Невдовзі увійшов до секції Американської асоціації з переробки хлібних злаків.
Разом з науковою та державницькою діяльністю займався громадською діяльністю та журналістикою. Від 1963 року став видавати журнал «Chemistry and Technology», що стало джерелом важливої довідкової інформації з питань застосування біохімії в вирощуванні пшениці. Публікувалася у перекладі в багатьох країнах світа, зокрема Радянському Союзі. У 1968 р. нагороджений Шевченківською медаллю.
Водночас стає членом проводу Українського культурно-освітнього центру. У 1963 році став засновником і першим головою Шевченківської фундації при Конґресі Українців Канади (до 1978 року). Водночас став ідеологом впровадження багатокультурності в Канаді. 1963 року спрямував подання до Королівської комісії з двомовності та біокультурності щодо захисту інших мов та культур окрім англійською та французької.
З кінця 1960-х років до початку 1980-х років був виконавчим членом ради директорів Андріївського коледжу у Вінніпезі та виконавчим членом президії Українського Канадського комітету. Помер у 1983 році у Вінніпезі.

## Творчість
В його науковому доробку є 100 робіт стосовно біохімії, зокрема пшениці та якості хліба. У 1967 році став першим лауреатом премії Брабендера. За свою наукову діяльністю 1976 року нагороджено найвищою відзнакою американських хіміків — медаллю Осборна. Стає почесним доктором наук Університету Манітоби.
Публікувався під псевдо Іван Гармата в газеті «Український голос». У 1950-х публікувався в бюлетені Українського Канадського комітету. У 1981 році окремою книгою видано збірку статей «The Other Canadians». 1964 року виступив співавтором праці «Wheat Chemistry and Technology».